# 李榮嬪
李荣嬪（1568年—1626年），明神宗万历帝嫔妃之一，父李山，母吕氏。河南开封府祥符县人，万历十年（1582年）15岁作为“九嫔”之一应选入宫。其父李山，以女贵授为五品锦衣卫衣左所正千户。
李荣嫔没有生过子女。天启六年（1626年）四月二十一日，李荣嫔去世，享年五十九岁，同年闰六月十二日下葬。